# Partit de la Construcció de l’Estat de Taiwan
El Partit de la Construcció de l'Estat de Taiwan (en xinès: 台灣基進) és un partit polític progressista de la Taiwan.

## Resultats electorals

### Eleccions legislatives
| Any eleccions | Vots    | % vots (posició) | Diputats | +/- | Candidat    |
| ------------- | ------- | ---------------- | -------- | --- | ----------- |
| 2020          | 447.286 | 3,16% (6)        | 1 / 113  | 1   | Chen Yi-chi |